# Roerstaaf

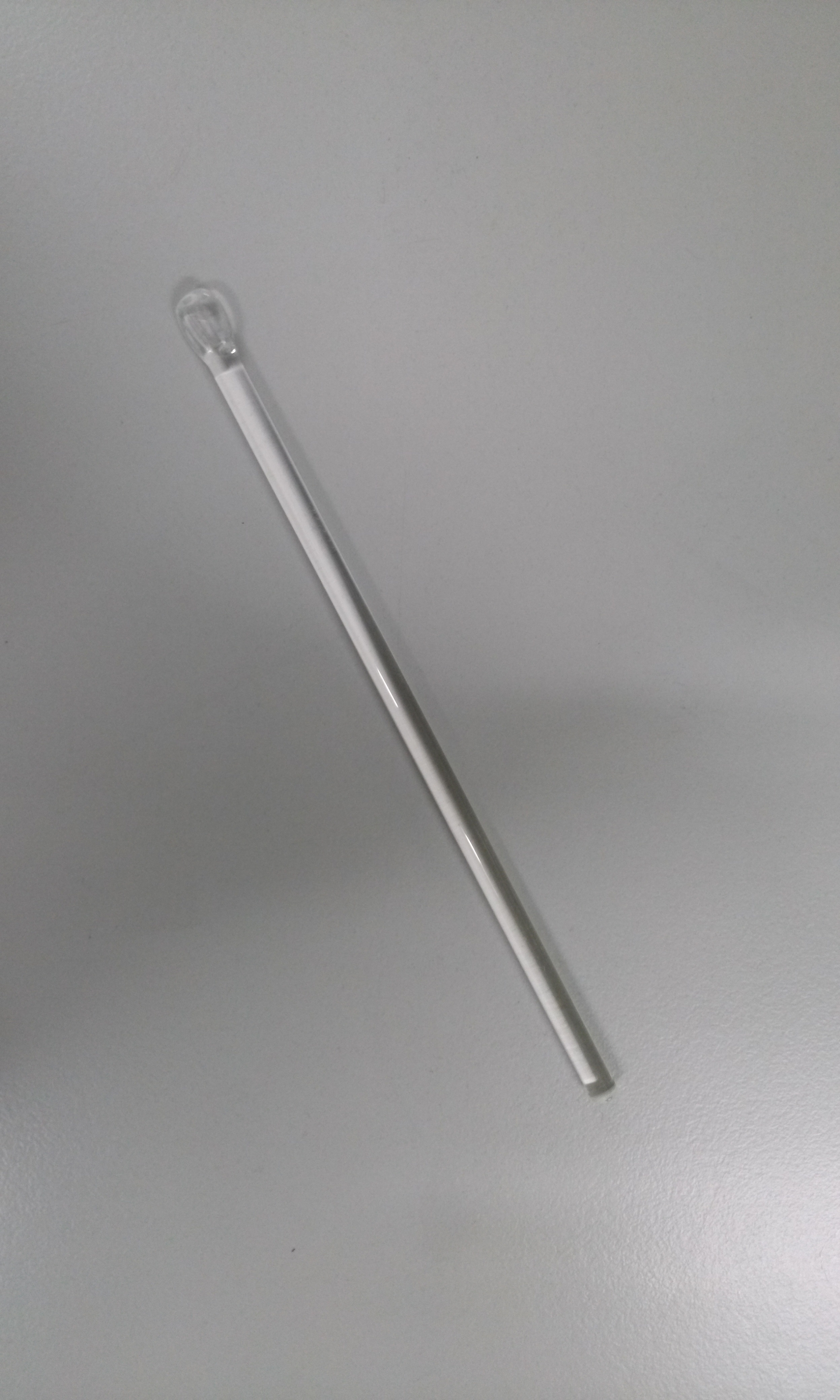
Een voorbeeld van een roerstaaf.

Een roerstaaf is een eenvoudig stuk laboratoriumglaswerk dat gebruikt wordt om bepaalde reactiemengsel om te roeren of om (homogene) mengsels te bereiden. Het is een dunne langwerpige glazen staaf. De lengte bedraagt tussen de 15 en de 30 centimeter; de dikte varieert van een paar millimeter tot anderhalve centimeter. Sommige roerstaven bezitten aan het uiteinde een handvat.
Naast het gebruik zoals de naam aangeeft, roeren, worden roerstaven ook gebruikt bij het overbrengen van oplossingen vanuit de ene container naar de ander. Bij overschenken vanuit een bekerglas zal er makkelijk vloeistof langs het bekerglas lopen. De adhesie tussen de vloeistof en het glas is groot genoeg om de ruimte van het schenktuitje te overbruggen. Door de schenktuit van het bekerglas tegen een roerstaf te zetten (en de onderkant van de roerstaaf in de opvangcontainer) wordt dit voorkomen.
Het voordeel van het gebruik van een glazen staaf is dat reactieve mengsels geen aantasting kunnen veroorzaken. Het gebruik van metalen spatels is daarom minder geschikt voor dit soort zaken.